# Moe Miura
Moe Miura (三浦 萌 Miura Moe?,  Prefectura de Fukushima, 16 de diciembre de 1992) es una idol, actriz y modelo japonesa, afiliada a Our Songs Creative. Miura es exmiembro del grupo idol 9nine, donde era representada por LesPros Entertainment. 

## Biografía
Miura nació el 16 de diciembre de 1992 en la prefectura de Fukushima, Japón. Tiene una hermana mayor por dos años, Aoi, quien también es actriz. En marzo de 2005, Miura comenzó a ejercer como modelo para la revista adolescente Hanachu; se graduó de la misma el 31 de enero de 2009.
En septiembre de 2005, fue seleccionada como una de los miembros del grupo idol 9nine, del cual se graduó en agosto de 2010. Desde el 1 de julio de 2013, Miura se convirtió en miembro de Our Songs Creative de K-Dash.

## Filmografía

### Televisión
| Año  | Título                | Papel          | Cadena   | Notas           |
| ---- | --------------------- | -------------- | -------- | --------------- |
| 2007 | 24 no Hitomi          | Mayumi Suga    | TBS      |                 |
| 2007 | Biyō Shōnen Celebrity | Ako Horibe     | TV Tokyo | Episodios 5 y 6 |
| 2009 | Real Clothes          | Amiga de Kinue | Kansai   | Episodio 2      |
| 2013 | Yae no Sakura         | Sirvienta      | NHK      |                 |

### Show de variedades
| Año  | Título            | Cadena   | Notas |
| ---- | ----------------- | -------- | ----- |
| 2003 | 15-0 Fifteen Love | BS Asahi |       |
| 2009 | Vanilla Kibun!    | Fuji TV  |       |

### Otros
| Año  | Título        | Cadena   | Notas |
| ---- | ------------- | -------- | ----- |
| 2003 | Junior de Go! | Enta!371 |       |
| 2004 | Media no ABC  | NHK E    |       |
| 2004 | Jeicheki      | Enta!371 |       |

### Películas
| Año  | Título                    | Papel         | Notas |
| ---- | ------------------------- | ------------- | ----- |
| 2005 | Kiraware Matsuko no Isshô |               |       |
| 2008 | Aoi Tori                  | Megumi Kimura |       |
| 2010 | Re:Play-Girls             | Wakana        |       |

### Teatro
| Año  | Título             | Papel   | Notas |
| ---- | ------------------ | ------- | ----- |
| 2012 | Himawari no Sorane | Adivina |       |